# 第5戰鬥機聯隊 (納粹德國)
第5战斗机联队（德語：Jagdgeschwader 5，簡稱：JG 5）是隶属于纳粹德国空军的战斗机作战单位，它主要活躍的區域是堪稱為德國空軍經歷過最極端之作戰環境的北歐。